# Uprchlíci (film, 1986)
Uprchlíci (francouzsky: Les fugitifs) je francouzská filmová komedie z roku 1986. V hlavních rolích se představili Pierre Richard a Gérard Depardieu. Šlo o jejich třetí spolupráci, po mimořádném úspěchu předchozích společných komedií Otec a otec (1981) a Kopyto (1983). Šlo ale také o spolupráci poslední. Scénář napsal Francis Veber, který se ujal i režie. Hudbu složil Vladimir Cosma. Film u diváků zaznamenal mimořádný úspěch, jen ve Francii ho navštívilo 4 496 827 diváků. Ohlas zaznamenal ale i v zahraničí, v Sovětském svazu na něj například přišlo do kina bezmála 23 milionů lidí. Uspěl i při udílení francouzské filmové ceny César, kterou získal Veber za scénář a herec Jean Carmet za vedlejší roli (veterináře v penzi). V roce 1989 sám Veber natočil americký remake filmu pod názvem Tři uprchlíci (Three Fugitives) s Nickem Noltem, Martinem Shortem a Jamesem Earlem Jonesem v hlavních rolích. Film byl natáčen v Bordeaux a Meaux.

## Děj
Příběh pojednává o nešťastném Francois Pignonovi, který zůstal sám se šestiletou dcerou. Tíživou finanční situaci se pokusí vyřešit tím, že vyloupí banku. Při tom je však obklíčen policií, načež si vezme jednoho rukojmí z řad návštěvníků banky. Tím je Jean Lucas, o němž Pignon ovšem netuší, že jde o zkušeného bankovního lupiče, kterého pronásleduje komisař Duroc, jist si tím, že Duroc brzy jistě znovu vyloupí banku a on bude za jeho dopadení povýšen. Když Duroc vidí Lucase jako rukojmího, je si jist, že jde o Durocův trik, což pochopí i Lucas a nezbude mu, než popletovi, který ho vzal jako rukojmí a dokonce ho nešťastnou náhodou postřelil do nohy, pomoci v útěku před policií. Zpočátku tak činí z nutnosti, aby sám unikl před Durocem, posléze se mezi ním, Pignonem a jeho dcerou vytvoří i citové pouto.